# Майстер (фільм, 2012)
«Майстер» (англ. The Master) — американський драматичний фільм Пола Томаса Андерсона (також був сценаристом і продюсером), що вийшов 2012 року.
Продюсуванням картини також зайнялися Меґан Елісон, Деніель Лупі і Джоан Селар. Прем'єра фільму відбулася 1 вересня 2012 року в Італії на Венеційському кінофестивалі. 
В Україні прем'єра відбулась 21 лютого 2013 року. Фільм перекладено і озвучено студією AAA-sound на замовлення компанії Вольга Україна у 2013 році.
Також 4 квітня 2014 р. відбулась прем'єра на українському телебаченні. У програмі «Підпільна імперія» на телеканалі 1+1.

## Сюжет
Демобілізований моряк із загадковим минулим не може знайти місця у післявоєнній Америці. Він змінює одну роботу за іншою, поки випадково не знайомиться з харизматичним творцем релігійного культу, відомим письменником і філософом. На здивування прихильників модного вчення, їх гуру робить агресивного маргінала своїм найближчим помічником. Відповідно до того, як нова віра завойовує прихильників, колишній волоцюга починає задаватися питаннями про те, у що він вірить, і ким є його наставник насправді. Але деяким таємницям краще залишатися нерозкритими...

## У ролях
| Актор               | Персонаж                                  | Роль                              |
| ------------------- | ----------------------------------------- | --------------------------------- |
| Хоакін Фенікс       | Фреді Квел (англ. Freddie Quell)          | ветеран ВМС Другої світової війни |
| Філіп Сеймур Гофман | Ланкастер Дод (англ. Lancaster Dodd)      | лідер релігійного руху «Причина»  |
| Емі Адамс           | Пеґґі Дод (англ. Peggy Dodd)              | дружина Ланкастера                |
| Ембер Чилдерс       | Елізабет Дод (англ. Elizabeth Dodd)       | донька Ланкастера                 |
| Джессі Племенс      | Вел Дод (англ. Val Dodd)                  | син Ланкастера                    |
| Рамі Малек          | Кларк (англ. Clark)                       | зять Ланкастера                   |
| Лора Дерн           | Гелен Саллівен (англ. Helen Sullivan)     | хазяйка готелю у Філадельфії      |
| Лєна Ендре          | Місіс Сольстад (англ. Mrs. Solstad)       |                                   |
| Патті Маккормак     | Мілдред Драммонд (англ. Mildred Drummond) |                                   |
| Джилліан Белл       | Сьюзен Грегорі (англ. Susan Gregory)      |                                   |

## Критика
Фільм отримав загалом позитивні відгуки: Rotten Tomatoes дав оцінку 85% на основі 236 відгуків від критиків і 61% від глядачів із середньою оцінкою 3,4/5, Internet Movie Database — 7,1/10 (122 000 голосів), Metacritic — 86/100 (43 відгуків) і 7,2/10 від глядачів.

## Про фільм

### Цікаві факти[9]
- Це перший фільм за 16 років, що був повністю знятий у 65 мм форматі (було використано камеру Panavision System 65). Останнім повнометражним фільмом, що був знятий у 65/70 мм форматі, була адаптація Гамлета 1996 року.
- Це перший фільм Пола Томаса Андерсона, де оператором не був Роберт Елсвіт (на той час був зайнятий у зніманні Спадку Борна)
- Корабель, що перевозить культ, назвиється Alithia, що грецько означає Істина.

### Ляпи[10]
- У сцені, де Квел іде від панельної дерев'яної стіни до вікна і назад, коли він вдруге іде до стіни, він розбиває панель у нападі люті. У багатьох наступних сценах стіна ціла.
- Коли скептик сумнівається у Ланкастері Додді, на стіні позаду Додда помітно тінь мікрофону.

## Саундтрек
Джонні Ґрінвуд з Radiohead написав музику до фільму Це був другий раз, коли Ґрінвуд створив музику до фільму Андерсона, першим був фільм 2007 року Нафта.
Офіційний саундтрек вийшов на лейблі Nonesuch Records і складається з одинадцяти композицій Джонні, а також чотирьох записів з епохи фільму. Серед виконавців — Лондонський сучасний оркестр та Елла Фіцджеральд. Трек «Don't Sit Under the Apple Tree (with Anyone Else But Me)» представлений у виконанні актриси Мадісен Біті, яка грала у фільмі. The Weinstein Company також опублікувала на своєму веб-сайті повнішу партитуру в рамках промоушену фільму, з альтернативними версіями треків.

### Трек-лист
Автор музики Джонні Ґрінвуд, за винятком зазначеного нижче. 
| #     | Назва                                                      | Виконавець       | Тривалість |
| ----- | ---------------------------------------------------------- | ---------------- | ---------- |
| 1.    | «Overtones»                                                |                  | 2:20       |
| 2.    | «Time Hole»                                                |                  | 1:42       |
| 3.    | «Back Beyond»                                              |                  | 3:42       |
| 4.    | «Get Thee Behind Me Satan»                                 | Елла Фіцджеральд | 3:47       |
| 5.    | «Alethia»                                                  |                  | 4:06       |
| 6.    | «Don't Sit Under the Apple Tree (with Anyone Else But Me)» | Мадісен Біті     | 1:36       |
| 7.    | «Atomic Healer»                                            |                  | 1:24       |
| 8.    | «Able-Bodied Seamen»                                       |                  | 3:54       |
| 9.    | «The Split Saber»                                          |                  | 3:41       |
| 10.   | «Baton Sparks»                                             |                  | 2:20       |
| 11.   | «No Other Love»                                            | Джо Стаффорд     | 3:00       |
| 12.   | «His Master's Voice»                                       |                  | 3:34       |
| 13.   | «Application 45 Version 1»                                 |                  | 5:40       |
| 14.   | «Changing Partners»                                        | Хелен Форрест    | 2:42       |
| 15.   | «Sweetness of Freddie»                                     |                  | 3:25       |
| 46:41 |                                                            |                  |            |